# Villa Milpa Alta
Villa Milpa Alta es la cabecera de la alcaldía Milpa Alta, ubicada al sur de la Ciudad de México. Se encuentra en un pequeño valle entre el volcán Teuhtli y la Sierra de Chichinauhtzin a 2,700 m s. n. m.

## Historia
La historia de Villa Milpa Alta se remonta a la época prehispánica, cuando fue fundada por los momoxcas. Ellos establecieron una población que llamaron Malacachtépec Momoxco (AFI: [malakaʃ'tepek mo'moʃko]), que quiere decir en español Lugar de altares rodeado de cerros. En 1529 los momoxcas se avasallaron a los españoles, quienes les reconocieron el derecho a nombrar sus propias autoridades. El pueblo fue llamado Villa de Nuestra Señora de la Asunción de Milpa Alta, y partir de entonces comenzó la cristianización de la zona y la construcción del convento dedicado a La Asunción de María. 
Villa Milpa Alta fue escenario de la proclamación del Plan de Milpa Alta en 1919 por parte de los agraristas que apoyaban a Emiliano Zapata en la Revolución mexicana. Posteriormente fue convertida en cabecera de la delegación de Milpa Alta. La principal actividad económica en la región es el cultivo del nopal. En Milpa Alta se encuentra un centro de acopio y distribución de este vegetal. 
Uno de los atractivos es su gastronomía: la base de los platillos milpaltenses es el maíz, el frijol y el chile, al que le acompañan otros productos de la milpa como los quelites, diversas carnes y de manera muy notable, el nopal. En temporada de lluvia, la cocina local incorpora una gran variedad de hongos comestibles que son recolectados en los bosques que se encuentran en las inmediaciones.  